# Карнеги, Дэвид, 10-й граф Нортеск
Дэвид Джон Карнеги, 10-й граф Нортеск (англ. David John Carnegie, 10th Earl of Northesk; 1 декабря 1865 — 5 декабря 1921) — шотландский пэр.

## Происхождение и образование
Родился 1 декабря 1865 года. Старший сын подполковника Джорджа Карнеги, 9-го графа Нортеска (1843—1891), и Элизабет Джорджины Фрэнсис Эллиот (1843—1933). Он получил образование в Итонском колледже.

## Карьера
9 сентября 1891 года после смерти своего отца Дэвид Карнеги унаследовал титулы 10-го графа Нортеска (Пэрство Шотландии) и 10-го лорда Роузхилла и Эглисмаулди (Пэрство Шотландии).
Лорд Нортеск служил адъютантом губернатора Виктории в 1889—1891, 1892—1895 годах. Лорд Нортеск носил звания майора 3-го батальона Глостерширского полка и лейтенанта Королевского военно-морского добровольческого резерва. Участник Первой мировой войны.
Шотландский пэр-представитель в Палате лордов Великобритании с 5 октября 1900 по 5 декабря 1921 года.

## Личная жизнь
3 февраля 1894 года он женился на Элизабет Бойл Хэллоуз (? — 28 января 1950), старшей дочери генерал-майора Джорджа Скена Хэллоуза и Люси Энн Хоуп. У супругов было двое детей:
- Дэвид Людовик Джордж Хопетаун Карнеги, 11-й граф Нортеск (24 сентября 1901 — 7 ноября 1963), который женился на Джессике Рут (урожденной Браун) Рейнхард, бывшей танцовщице Безумства Зигфелда, в Чикаго в 1923 году[2][3] (развод в 1928 году). В 1929 году он женился вторично на Элизабет «Бетти» Власто, дочери Энтони Августа Власто из Бинфилд-парка и двоюродной сестре известной теннисистки Джули Власто[4][5].
- Леди Кэтрин Джейн Элизабет Карнеги (25 июня 1904 — 2 апреля 1949)[6], которая вышла замуж за подполковника Уильяма Бриджмена Ламберта Мэнли. После их развода она вторично вышла замуж за бригадного генерала Эдварда Литли Армитиджа[1].

Лорд Нортеск умер 5 декабря 1921 года в возрасте 56 лет, и графство унаследовал его единственный сын Дэвид. Поскольку его сын умер без мужского потомства в 1963 году, графство перешло к племяннику 10-го графа, Джону Дугласу Карнеги.